# Gompertshausen
Gompertshausen ist ein Stadtteil von Heldburg im Heldburger Land im Landkreis Hildburghausen im fränkisch geprägten Süden des Freistaats Thüringen.

## Geografie
Gompertshausen liegt an der Straße von Hildburghausen nach Bad Königshofen in einer breiten
Talmulde am Flüsschen Gompertshäuser Kreck. Dicht am Ort liegt der Weingartenberg (371 m).

## Geschichte
Der Ort wurde 1119 erstmals als Gumpertshausen erwähnt. Während der Zeit der Stammesherzogtümer gehörte der Ort zum Herzogtum Franken. Später gehörte der Ort zum Herzogtum Sachsen-Gotha, dann zum Herzogtum Sachsen-Meiningen. 1918 wurde aus dem Herzogtum der Freistaat Sachsen-Meiningen.
Am 1. Januar 2019 schlossen sich die Gemeinde Gompertshausen mit der Stadt Bad Colberg-Heldburg und der Gemeinde Hellingen zur neuen Stadt Heldburg zusammen. Die Gemeinde Gompertshausen gehörte der Verwaltungsgemeinschaft Heldburger Unterland an.

## Wüstungen
- Oeschelhorn
- Kappelhöck
- Leitenhausen

## Wappen
Das ältere Gemeindewappen zeigt einen Löwen auf dem Weingartenberg. Das 1992 überarbeitete Wappen wurde um einen Rebenzweig ergänzt, womit an den früheren Weinanbau im Ort erinnert werden soll.

## Gemeinderat
Der Gemeinderat in Gompertshausen bestand zuletzt aus sechs Ratsmitgliedern.
- CDU/FW 4 Sitze
- BG 2 Sitze

(Stand: Kommunalwahl am 7. Juni 2009)

## Kultur und Sehenswürdigkeiten
- Im Ort befindet sich als ältestes Gebäude die 1461 erbaute Marienkirche und ein altes Brauhaus.  Das zwei Kilometer entfernte Rittergut Leitenhausen mit weiteren Wohnhäusern ist in der DDR-Zeit abgerissen worden. An die Zeit der Deutschen Teilung erinnern noch Reste der Grenzsperranlagen und Wachtürme im Gelände.
- Jeweils am Pfingstwochenende veranstaltet der Jugendverein das Weinbergfest.
- Im Frühjahr und Herbst wird das Brauhaus zum traditionellen Bierbrauen aufgesucht.
- Wanderweg „Grenzgänger“ zur Geschichte und Ökologie der ehemaligen innerdeutschen Grenze mit dem Grenzdenkmal Gompertshausen

- Eine im Ort befindliche Dorfschmiede zeigt das alte Handwerk des Pferdebeschlagens und andere Schmiedetechniken.[1]

## Persönlichkeiten
- Georg Goetz (1849–1932), Klassischer Philologe